# Dead Weight
«Lastre» —título original en inglés: «Dead Weight»— es el séptimo episodio de la cuarta temporada de la serie de televisión de horror posapocalíptica The Walking Dead, que se emitió en la cadena televisiva AMC el 24 de noviembre de 2013, FOX hizo lo propio en España e Hispanoamérica los días 25 y 26 del mismo mes, este episodio fue dirigido por Jeremy Podeswa y escrito por Curtis Gwinn. El episodio se centra en la naturaleza del instinto de supervivencia de El Gobernador en conflicto en contra de la moralidad de las acciones que toma para sobrevivir en su nuevo campo de operación.
Este es el último episodio en el que trabajo el actor Jose Pablo Cantillo debido al fallecimiento de su personaje Caesar Martínez.

## Argumento
Caesar Martínez (Jose Pablo Cantillo) y los hermanos Mitch (Kirk Acevedo) y Pete Dolgen (Enver Gjokaj) rescatan al Gobernador (David Morrissey) y Meghan Chambler (Meyrick Murphy) de un pozo de caminantes. Después de reunirse con Lilly (Audrey Marie Anderson) y Tara (Alanna Masterson), El Gobernador se une al campamento de Martínez, quien está sorprendido por la decisión del Gobernador de adoptar una nueva identidad.
El Gobernador, Martínez, Mitch, y Pete van en una búsqueda de provisiones en una cabaña cercana, donde encuentran tres cadáveres etiquetados como "Mentiroso", "Violador" y "Asesino". Mientras descansan en la cabina, Martínez le comenta al Gobernador que él no le habría salvado si el Gobernador no hubiese estado con su familia. Martínez cree que es una indicación de que el Gobernador ha cambiado desde sus viejas costumbres crueles. Cuando regresan al campamento, Martínez invita al Gobernador a jugar un partido de golf encima de un remolque, cuando Martínez revela que Shumpert, uno de los antiguos secuaces del Gobernador fue mordido cerca de una de las fosas de los caminantes; Martínez le contó que tuvo que matarlo. Un borracho Martínez comparte sus inseguridades acerca de cómo mantener la seguridad del campamento, y él ofrece el Gobernador un papel de co-liderazgo. En respuesta, El Gobernador golpea la cabeza de Martínez con su palo de golf, lo lanza del remolque, y lo arrastra a un pozo de caminantes, donde es devorado Martínez. El Gobernador repetidamente murmura, "No quiero", mientras que mata a Martínez y comienza a sentirse culpable por sus acciones esa noche.
Pete y Mitch anuncian la muerte de Martínez al campo, atribuyéndolo de borracho descuidado, y Pete se declara líder temporal. Pete, Mitch, y el Gobernador van en una búsqueda de provisiones y hallan otro campamento. Mitch quiere asaltar el campamento y quitarles sus provisiones, Pete rechaza la oferta de Mitch y decide encontrar provisiones en otros lugares. Los tres regresan más tarde para encontrar a los ocupantes del campamento, pero los hallaron muertos y el lugar allanado. Mitch se siente frustrado de que "sus" provisiones fueron tomadas por otros. Al regresar a su tráiler, El Gobernador le dice a Lilly que deben irse, ya que él no se siente seguro en el campamento de Martínez. Él, Lilly, Meghan, Tara y Alisha (Juliana Harkavy) salen por la noche, pero tuvieron que dar marcha atrás cuando su camino está bloqueado por un enjambre de caminantes sumidos en el fango.
Al día siguiente, El Gobernador mata a Pete en el tráiler y le propone a Mitch ser el segundo al mando, declarando que El Gobernador es ahora el líder del campamento. El Gobernador entonces arrastra el cadáver encadenado de Pete a lo largo de un muelle y lo tira a un lago. Más tarde, se organiza a los supervivientes para formar un perímetro áspera alrededor del campamento y le pregunta Tara para organizar y catalogar toda su munición. A pesar de la insistencia de Lilly de que el campamento es seguro, El Gobernador cree que necesitan trasladarse a un lugar más seguro. Durante un juego de etiqueta, un caminante que ha entrado en el campamento ataca Meghan y Tara, pero El Gobernador lo mata rápidamente. Concluyendo que la cárcel es un lugar seguro para su familia, El Gobernador explora la prisión y observa a Rick (Andrew Lincoln) y a su hijo Carl (Chandler Riggs) cavando en el patio de la prisión. Él mira hacia otro lado y se da cuenta de Hershel (Scott Wilson) y Michonne (Danai Gurira) están quemando cadáveres de caminantes. Enfurecido, los apunta con su arma hacia ellos.

## Producción
El episodio se centra en el Gobernador, por lo que Norman Reedus (Daryl Dixon), Steven Yeun (Glenn Rhee), Lauren Cohan (Maggie Greene), Melissa McBride (Carol Peletier), Emily Kinney (Beth Greene), Chad L. Coleman (Tyreese Williams), Sonequa Martin-Green (Sasha Williams) y Lawrence Gilliard Jr (Bob Stookey) no aparecen, pero son acreditados. 

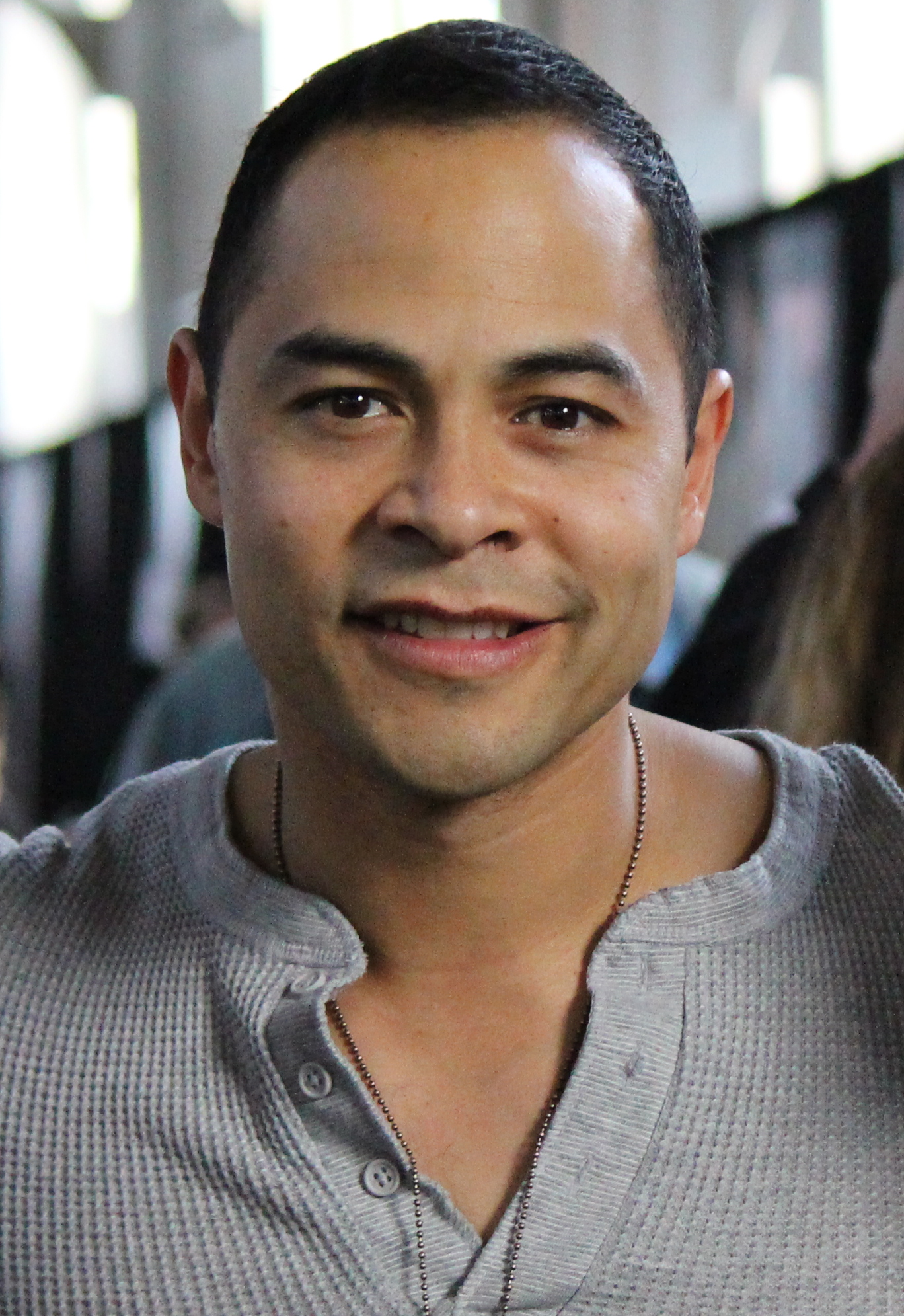
Este episodio marca la salida del actor Jose Pablo Cantillo (foto en 2008) quien interpreta a Caesar Martínez

Este episodio marca la última aparición del actor recurrente Jose Pablo Cantillo (Martínez), a quien El Gobernador (David Morrissey) lo asesina en el episodio.

## Recepción

### Índice de audiencia
Tras su emisión original, "Dead Weight" obtuvo 11.293.000 de espectadores y un índice de 5,7 en los adultos 18-49.

### Crítica
Sean McKenna de TV Fanatic, calificó el episodio 2.9 de un máximo de 5, McKenna expresó frustración por la trama de fácilmente condensable la de El Gobernador de colocar la historia principal de los supervivientes en las prisiones en espera y se preguntó cuánto tiempo los personajes van a sobrevivir bajo la vigilancia de El Gobernador.
Escribiendo para IGN Roth Cornet calificó el episodio 8.5 de un máximo de 10; Cornet elogió la actuación de David Morrissey, en el concepto de la redención no como una historia, y las técnicas de narración, ella criticó la falta de sutileza, la dependencia de los coincidencia y la prisa alguna de historia de El Gobernador.
Zack Handlen para The A.V. Club calificó el episodio un B +; Handlen elogió la ejecución de la filosofía de El Gobernador como una inclinación individual, cálculo en la supervivencia, pero puso en duda la necesidad de pasar dos episodios y señaló que "Dead Weight tenía manchas bajas" y acumulando el episodio anterior "no era totalmente justificado por los resultados".